# 용문로
용문로(Yongmun-ro)는 경기도 양평군 용문면에서 양평군 단월면 봉상삼거리를 잇는 도로이다.

## 주요경유지
경기도
- 양평군 (용문면 - 단월면)

## 노선
| 이름          | 접속 노선                     | 소재지        | 소재지        | 비고          |
| 대흥로와 직결 | 대흥로와 직결                 | 대흥로와 직결 | 대흥로와 직결 | 대흥로와 직결 |
| ------------- | ----------------------------- | ------------- | ------------- | ------------- |
| (이름없음)    | 지방도 제342호선 (용문삼성로) | 양평군        | 용문면        |               |
| 다문교        |                               | 양평군        | 용문면        |               |
| (이름없음)    | 다문북길                      | 양평군        | 용문면        |               |
| (이름없음)    | 지방도 제341호선 (그릇고개길) | 양평군        | 용문면        |               |
| 마룡교        |                               | 양평군        | 용문면        |               |
| 금곡교차로    | 국도 제6호선 (경강로)         | 양평군        | 용문면        |               |
| 광탄삼거리    | 지평로                        | 양평군        | 용문면        |               |
| 봉상삼거리    | 국도 제6호선 (경강로)         | 양평군        | 단월면        |               |

## 주요 건물및 시설
- 삼성1리 마을회관 (용문로 180/삼성리 286-1)
- 용문파출소 (용문로 300/다문리 795-4)
- HD현대오일뱅크 대동주유소 (용문로 309/다문리 787-3)
- 이마트24 양평용문점 (용문로 316/다문리 785-4)
- CU 뉴양평용문점 (용문로 332-1/다문리 745-5)
- 새마을금고 용문 새마을금고 본점 (용문로 349-1/다문리 720-6)
- 농협 용문농협 본점 (용문로 357/다문리 728-14)
- 농협 용문농협 하나로마트 본점 (용문로 363/다문리 726-2)
- CU 양평대륙점 (용문로 364/다문리 726-2)
- 농협 양평축산농협 용문지점 (용문로 376/다문리 322-9)
- GS25 용문수리점 (용문로 388-2/다문리 367-2)
- 용문도서관 (용문로 395/다문리 343)
- CU 양평용문고교점 (용문로 425/다문리 387-2)
- 용문면 사무소 (용문로 428/다문리 2)
- 이마트24 용문자이언트점 (용문로 433/마룡리 658-2)
- 용문고등학교 (용문로 437/마룡리 663-3)
- 농협 용문농협 주유소 (용문로 450/마룡리 306-4)
- 용문카센터 (용문로 532/마룡리 402-4)
- 이디야 양평용문점 (용문로 535/마룡리 451-7)
- HD현대오일뱅크 비에스플랜 광탄주유소 (용문로 794/광탄리 74-6)
- 광탄정류소 (용문로 811/광탄리 162-2)
- 농협 용문농협 광탄지점 (용문로 816/광탄리 74-3)
- 용문초등학교 (용문로 837/광탄리 154)
- GS25 양평광탄리점 (용문로 855/광탄리 182-5)